# Michael Černohorský
Michael Černohorský (14. září 1908 Podgorica – 24. března 1986 Paříž) byl syn černohorského prince Mirka a Natálie Konstantinovićové. Ucházel se o trůn Černé Hory po zániku království.
Byl držitelem titulů jeho královská výsost černohorský korunní princ a velkovévoda Grahavský a Zetský. Jeho dědečkem byl poslední černohorský král Nikola I. Michael uznal sjednocení Černé Hory se Srbskem a vzdal se trůnu. Během II. světové války byl držen nacisty proto, že nechtěl nastoupit na trůn Nezávislého státu Černé Hory jako loutkový král (z vězení ho a jeho ženu Genévie dostala sestra prince Mirka, černohorská princezna a italská královna Elena). V období komunismu byl aktivním členem diaspory srbské revoluční organizace a pracovníkem proti komunistické diktatuře Josipa Tita.

## Život
Po sloučení Černé Hory se Srbskem byla černohorská královská rodina nucena odejít ze země. V Neapoli krátce navštěvoval internátní školu. Své základní vzdělání dokončil v Eastbourne ve Spojeném království.

## Následnictví
Po smrti krále Nikoly I. v roce 1921 se stal dědicem trůnu Michaelův strýc, korunní princ Danilo III. Ten ovšem abdikoval v Michaelův prospěch. V roce 1929 se nároku na černohorský trůn zřekl i Michael a poté prohlásil věrnost Jugoslávskému království. Jako vděk poskytnul jugoslávský král Alexandr I. Michaelovi jakýsi důchod.

## Konec života
Po skončení války se Michael se ženou a dětmi odstěhovali do Francie a usídlili se v Paříži. Ukončil své vztahy s jugoslávskou vládou a přestal tak získávat touto cestou peníze. Brzy poté se se svou manželkou rozvedli a Michael zůstal v exilu až do své smrti roku 1986. Jeho syn Nikola II. vyrůstal s matkou a je současným následníkem trůnu.